# Distretto di Jalrez
Il distretto di Jalrez è un distretto dell'Afghanistan appartenente alla provincia del Vardak.